# Czarna Hańcza
Czarna Hańcza (bělorusky Чорная Ганча) je řeka ve Východosuwalském pojezeří v Podleském vojvodství v Polsku a v Hrodenské oblasti v Bělorusku. Délka toku je 142 km, z toho v Polsku 108 km.

## Průběh toku
Protéká přes jezero Hańcza (nejhlubší jezero v Polsku a ve středoevropské nížině), město Suwalki a jezero Wigry. Je levým přítokem Němenu.

## Využití
Z vodáckého hlediska je sjízdná v délce 82 km a podle klasifikace vodácké obtížnosti se jedná o klidnou proudící vodu.